# 채운국 이야기
채운국 이야기(彩雲国物語)는 유키노 사이가 쓴 라이트 노벨이다. 22권으로 완결되며 일본에서는 모두 발행되었고, 한국에서도 22권까지 번역되어 발행되었다.

## 줄거리
채운국은 본래 태조 창현이 천하를 평정하고 세운 나라이다. 이후 세월은 지나... 가난한 귀족 집안의 딸 홍수려는 금 500냥을 저당으로 하는 제의를 듣고 주저없이 승낙하고 자류휘 국왕의 후궁이 되는데...
원작 - 소설 '채운국 이야기(彩雲國物語)', 유키노 사이(Yukino Sai). 일러스트 - 유라 카이리(Yura Kairi)
총명하고 귀여운 수려 아가씨가 펼치는 중화풍 코믹 판타지

## 등장인물
성우는 애니메이션 기준임.
- 홍수려(紅秀麗)

성우 - 쿠와시마 호우코, 우정신
명가인 홍가의 직계 외동딸이나 이런저런 사정으로 가난하게 살아왔다.
야무진 성격. 금 500냥을 저당으로 하는 소태사의 제의를 즉석에서 받아들여 궁중에서 후궁이 되고, 나아가 관리가 되고자 한다. 신조는 근검절약.
후에 국시에 응시하여 최초의 여성관리로 활약한다. 한 때, 용관으로 좌천되었으나, 어사대에 들어 최고의 여성 어사가 되었고, 훗날 강유와 함께 왕의 양날개로 불리는 최고의 관리가 된다.
몸속엔 채팔선중 홍선인 장미공주가 봉인되어 있다.
29세에 자류휘의 비가 되어 딸을 낳고 30세에 죽는다.
- 자정란(茈靜蘭)

성우 - 미도리카와 히카루, 김승준
홍가를 섬기는 가인(家人). 사실 본명은 자청원(紫靑元)으로, 류휘의 형인 유배간 제 2공자이다.
수려가 다주 주목으로 임명이 된 후 가끔 류휘를 만나 수려의 안부를 전해주는 연락자이기도 하다.
수려를 연모하는 것 같지만 어찌보면 아닌 것 같은 신비주의의 사람이다. 현재 국군 16위의 무관으로 쌀 창고지기를 하고 있다. 후에 우림군 소속이 된다.
- 자류휘(紫劉輝)

성우 - 세키 토모카즈, 김일
현 채운국의 국왕. 막내 공자로 왕위 계승 분쟁을 겪은 후 즉위했다. 정치에 적극적으로 나서지 않아 존재감이 희박한 가운데 소문만 무성하다.
수려가 후궁으로 들어온 후 현군이 되기 위해 노력 중이나 고뇌가 많다. 수려를 연모하나 관리가 되고 싶어하는 수려를 돕는다. 완결권에서 진정으로 자신이 원하는 세상이 무엇인지 깨닫고 진정한 왕의 자질을 갖추게 되어, 후에 '최상치'라는 평을 듣게된다.
- 홍소가(紅紹可)

성우 - 이케다 슈이치, 김민석
수려의 아버지. 궁정 부고를 관리한다.
차로 극악의 맛을 내는데 그 차를 마실 수 있는 인물은 여심, 주취, 류휘 외에는 얼마 되지 않는다.
일찍이 암살집단 '바람의 늑대'의 우두머리 '흑랑'이었다.
16권 이후로 관리를 관두고 여심을 대신하여 당주에 오른다.
평소의 웃고있는 빈틈많아 보이는 모습은 사람들이 자신의 정체를 모르게 하기위한 모습으로, 실제로는 몸에 무기를 숨기고 있고, 순식간에 커다란 탁자를 두동각 내거나 한번에 없애는 등 엄청나다.
- 이강유(李강攸)

성우 - 히야마 노부유키, 양석정
조정 제일의 인재라는 평을 듣는 이부시랑. 철벽의 이성이라 불리지만 실은 열혈 성격. 심각한 방향치이다.
홍가 당주이며 이부상서인 홍여심의 양자. 류휘로부터 신뢰의 증표인 창포(패옥)를 받았다. 16권에서 관위를 박탈당하고 용관이 되지만 마지막권에서 나중에 재상이 된다는 이야기가 있다.
- 남추영(藍楸瑛)

성우 - 모리카와 토시유키, 신용우
좌우림군 장군. 명문 남가 직계 출신. 강유와는 국시에서부터의 악연이다.
거의 모든 면에서 완벽한 미남. 시녀 주취를 연모한다. 류휘로부터 신뢰의 증표인 창포(검)를 받았다.
형으로는 남설나 세쌍둥이, 동생으로는 남용련, 십삼희 그외 여럿이 있다. 류휘의 하나뿐인 연애지원군이 된다.
- 홍려심(紅黎深)

성우 - 마도노 마츠아키, 신용우
이부상서. 홍가의 당주이자 소가의 남동생, 구랑의 형이다.
형과 조카인 수려를 몹시 사랑하며, 천부적인 재능을 지녔다. 하지만 정치를 하기 위해 관리가 된 것이 아니라 일은 시랑인 강유에게 주로 떠넘긴다.
오만하고 뻔뻔한 성격이지만 형과 조카에게 약하다. 부인은 백합. 이강유의 양부이자 상사. 정유순, 황기인과는 동기이다. 16권에서 이부상서직과 당주직을 박탈당한다.
- 소태사(蘇太師)

성우 - 이시이 코지, 유해무
본명 소요선(蘇瑤璇). 왕성의 중진. 수려를 천거하여 후궁이 되게 한다.
약간 응큼한 면이 있다. 섬길만한 가치가 있다고 여긴 국왕에게만 충성을 맹세한다. 사람의 심리를 잘 파악한다. 채운국의 태사. 자선.
- 주취(珠翠)

성우 - 오카무라 아케미, 김서영
후궁에 들어온 수려의 시녀. 특이한 재능을 지님. 소가를 몰래 사모하고 있음. 후에 최고 궁녀로 승격.
과거 흑랑의 자객. 후일 표류화의 뒤를 이어 대무녀가 된다.
- 향령

성우 - 센다이 에리, 채의진
후궁에 들어온 수려의 시녀. 두영월을 연모한다.
동경하는 사람을 위해 수려를 독살하려 하지만, 나중에는 누구보다 수려를 아끼고 사랑한다.
- 남용련(藍龍蓮)

성우 - 키우치 히데노부, 전광주
추영의 남동생. 려심과 필적할 정도의 천부적인 재능을 지녔으나 눈에 띄는 의상과 독특한 감성으로 괴짜 소리를 듣는다.
영월과 수려와 함께 급제한다. 2등으로 급제했지만 얽매어 있는 것을 싫어해 떠돌아다닌다.
채팔선중 하나인 남선이다. 유일하게 산 몸으로 선인이 될 수 있다.
- 랑연청(浪燕靑)

성우 - 이토 켄타로, 홍진욱
정란의 친구. 전(前) 다주 주목. 다주에서 수려의 부관을 맡았다.
정란이 없을 때에 도움을 준사람이다. 완력도 세고 듬직한 남자. 수려를 관리로서 신뢰하고 있다.
- 두영월(頭影月)

성우 - 나미카와 다이스케, 전태열
13살에 과거를 장원 급제한 천재소년. 향령을 좋아하며 수려와 같이 다주 주목으로 임명된다.
이미 한번 죽은 몸이지만 양월(백야)의 힘으로 생을 유지해왔다. 본명은 월(月).
술을 마시거나 냄새를 맏으면 채팔선의 한 명인 양월(본명 백야:白夜)가 튀어나온다. 동시에 영월의 생은 줄어든다.
- 정유순(鄭悠瞬)

성우 - 칸나 노부토시, 전광주
과거 전(前) 다주 주목 랑연청을 보좌하였으며 수려와 영월을 보좌하기도 하였다.
현 상서령. 재상으로서 왕을 보좌하는 우수한 문관이다. 여심, 봉주와 동등한 대접을 받는 귀중한 인재이다. 류휘가 신뢰하는 신하 중 하나. 홍가의 봉린.
- 홍구랑(紅玖琅)

성우 - 오키아유 료타로, 홍진욱
홍가의 셋째 아들. 홍주에서 귀양에 있는 당주 홍려심 대신 가문을 지키는 세상 물정에 훤한 사람.
당주로서의 할 일을 제대로 하지 않는 려심 대신 려심의 부인 백합과 함께 당주 대리로 홍주를 다스리고 있다.
고지식하고 올곧은 성격. 백읍과 세라라는 두 자식이 있다.
- 황기인(黃奇人)

성우 - 나카타 카즈히로, 윤동기
호부상서. 본명은 황봉주지만 무척 아름다운 얼굴을 괴상한 가면으로 얼굴을 가리고 다녀서 기인이라는 별칭으로 불린다.
여심, 유순과는 국시 동기다.
이 얼굴 때문에, 관리들이 다 반할 정도이고, 우연히 보기만 해도 다듣 기절할 정도이다. 사실 자신의 얼굴이 아닌 성품으로 자신을 인정해준 백합을 사랑했으나, 여심이 구랑과 짜고 비열한 방법으로 백합을 자신의 아내로 만들었고, 그 충격으로 가면을 쓰게 되었다.
- 백뇌염(白雷炎)

성우 - 오오하시 카야타
애주가 집단이기도 한 우우림군의 장군. 호방하고 강직한 성격. 흑 대장군의 침묵을 통역할 수 있는 거의 유일한 사람.
동안을 수염으로 가리고있다.
- 흑요세(黑燿世)

좌우림군 장군. 추영의 상사. 지나칠 만큼 과묵한 무인. 백 대장군과는 싸움동지(?)
늘 말은 없지만 실제로는 뇌염과 비슷한 성격.
- 도유(櫂瑜)

성우 - 아키모토 요스케
흑주 주목. 나이 여든을 넘었지만 외모는 현역이라 아직도 여성들의 동경의 대상이 되고 있다. 다른 남성들의 부러움을 사고있다.
수려와 영월의 후임으로 다주 주목으로 부임한다.
- 표리앵

성우 - 세키 토시히코, 변현우
표가의 당주. 과거 장미공주와 혼인을 약속했던 사이.
겉모습은 20대이지만 실제론 80세 이상이라고 한다. 불로장생이지만 최고150살 까지만 살 수 있다고 한다.
부인은 왕비연, 아들로는 이름이 같은 표리앵이 있다.
- 장미공주

성우 - 소노자키 미에
홍수려의 어머니이자 채팔선중 홍선. 굉장한 미인으로 병약한 딸인 수려를 지키기 위해, 죽음을 택했다.
- 다삭순 (茶朔洵)

성우 - 코야스 타케히토, 정훈석
다가의 둘째 아들. 한량으로 보이지만 사실은 살인적을 움직이는 존재. 임천야라는 이름으로 상인의 아들 연기를 하던 중 수려와 만나게 된다.
모든 것에 금방 싫증을 내지만 수려에게는 흥미를 보인다. 정란과의 내기에서 치사량 이상의 독이 든 술을 먹고 죽지만 시신을 찾을 수 없었다.

## 미디어

### 라이트 노벨
유키노 사이가 집필하고 유라 카이리가 삽화를 담당한 라이트 노벨 시리즈 《채운국 이야기》는 2003년부터 《더 빈즈》(The Beans)에 연재되었다. 개별 장들은 가도카와 쇼텐에 의해 단행본으로 엮여 발간되었으며, 첫 번째 권은 2003년 10월 31일 일본에서 발매되었다. 2011년 7월 기준으로 본 시리즈는 총 18권이 출간되었다. 라이트 노벨은 대만에서는 타이완 국제 가도카와 서점을 통해, 한국에서는 서울문화사를 통해 출간되었다.
| 권수 | 원어판 제목          | 발매일           | ISBN              |
| ---- | -------------------- | ---------------- | ----------------- |
| 1    | はじまりの風は紅く   | 2003년 10월 31일 | 4-04-449901-2     |
| 2    | 黄金の約束           | 2004년 2월 28일  | 4-04-449902-0     |
| 3    | 花は紫宮に咲く       | 2004년 7월 31일  | 4-04-449903-9]]   |
| 4    | 想いは遙かなる茶都へ | 2004년 9월 30일  | 4-04-449904-7     |
| 5    | 漆黒の月の宴         | 2005년 3월 1일   | 4-04-449905-5     |
| 6    | 欠けゆく白銀の砂時計 | 2005년 7월 30일  | 4-04-449907-1     |
| 7    | 心は藍よりも深く     | 2005년 9월 30일  | 4-04-449908-X     |
| 8    | 光降る碧の大地       | 2006년 2월 1일   | 4-04-449909-8     |
| 9    | 紅梅は夜に香る       | 2006년 9월 1일   | 4-04-449911-X     |
| 10   | 緑風は刃のごとく     | 2006년 10월 1일  | 4-04-449912-8     |
| 11   | 青嵐にゆれる月草     | 2007년 4월 1일   | 978-4-04-449913-6 |
| 12   | 白虹は天をめざす     | 2007년 9월 1일   | 978-4-04-449914-3 |
| 13   | 黎明に琥珀はきらめく | 2008년 5월 1일   | 978-4-04-449916-7 |
| 14   | 黒蝶は檻にとらわれる | 2008년 12월 1일  | 978-4-04-449917-4 |
| 15   | 暗き黄昏の宮         | 2009년 12월 1일  | 978-4-04-449919-8 |
| 16   | 蒼き迷宮の巫女       | 2010년 4월 1일   | 978-4-04-449920-4 |
| 17   | 紫闇の玉座（上）     | 2011년 6월 1일   | 978-4-04-449921-1 |
| 18   | 紫闇の玉座（下）     | 2011년 7월 1일   | 978-4-04-449922-8 |

### 사이드 스토리
유키노 사이 는 채운국 이야기의 단편 외전을 썼으며, 이 작품들은 카도카와 쇼텐 에서 단행본으로 출판되었다. 제1권은 2005년 4월에, 제5권은 2012년 3월에 발매되었다.
| 권수 | 원어판 제목      | 발매일          | ISBN              |
| ---- | ---------------- | --------------- | ----------------- |
| 1    | 朱にまじわれば紅 | 2005년 4월 28일 | 4-04-449906-3     |
| 2    | 藍より出でて青   | 2006년 4월 1일  | 4-04-449910-1     |
| 3    | 隣の百合は白     | 2007년 11월 1일 | 978-4-04-449915-0 |
| 4    | 黄粱の夢         | 2009년 5월 1일  | 978-4-04-449918-1 |
| 5    | 骸骨を乞う       | 2012년 3월 26일 | 978-4-04-110139-1 |

### 만화
유키노 사이가 글을 쓰고 유라 카이리가 그림을 그린 《채운국 이야기》의 만화판은 2005년부터 《빈즈 에이스》에서 연재를 시작했다. 그러나 2009년 10월 9일 잡지가 폐간되면서 2012년까지 《월간 아스카》에서 연재를 이어갔다. 개별 챕터들은 카도카와 쇼텐에서 단행본으로 출판되었으며, 제1권은 2006년 6월에 발매되었다. 2012년 4월 기준으로 9권까지 발매되었다.
| 권수 | 발매일           | ISBN              |
| ---- | ---------------- | ----------------- |
| 1    | 2006년 6월 26일  | 4-04-853969-8     |
| 2    | 2007년 6월 26일  | 978-4-04-854104-6 |
| 3    | 2008년 5월 26일  | 978-4-04-854178-7 |
| 4    | 2009년 2월 23일  | 978-4-04-854299-9 |
| 5    | 2010년 1월 26일  | 978-4-04-854418-4 |
| 6    | 2010년 10월 26일 | 978-4-04-854544-0 |
| 7    | 2011년 3월 26일  | 978-4-04-854612-6 |
| 8    | 2011년 10월 26일 | 978-4-04-854690-4 |
| 9    | 2012년 4월 4일   | 978-4-04-120193-0 |

### 애니메이션
《채운국 이야기》의 애니메이션은 매드하우스가 제작하고 시시도 준이 연출을 맡아 2006년 4월 8일 일본 NHK에서 첫 방송을 시작했다. 제1기는 총 39화로 2007년 2월 24일까지 방영되었으며, 제2기인 《채운국 이야기 제2시리즈》는 2007년 4월 7일에 첫 방송되어 2008년 3월 8일까지 또다시 39화가 방영되었다. 원작 라이트 노벨의 제12권까지가 애니메이션으로 제작되었다.
2007년 5월, 제네온 엔터테인먼트가 북미 지역에서 영어 더빙과 자막을 포함한 발매 판권을 취득했다고 발표하였다. 그러나 같은 해 9월, 두 권만 발매된 시점에서 제네온은 북미 지사 운영을 종료하였다. 이후 2008년 7월, 퍼니메이션이 제네온 작품 일부를 포함해 《채운국 이야기》의 배급을 맡는다고 발표하였으나, 이 라이선스는 2011년에 만료되었다.
애니메이션에는 세 곡의 주제가가 사용되었다. 히라하라 아야카의 〈はじまりの風〉는 제1기와 제2기의 오프닝 테마로 사용되었다. 엔딩 테마는 제1기에서 타이나카 사치의 〈最高の片想い〉, 제2기에서는 테루야 미호의 〈明日へ〉가 사용되었다.

### 사운드트랙
애니메이션 《채운국 이야기》의 음악을 사용한 세 장의 CD 사운드트랙이 제네온 엔터테인먼트에서 발매되었다.《채운국 이야기 오리지널 사운드트랙 1》 (彩雲国物語 オリジナルサウンドトラック 1)은 2008년 8월 4일에 발매되었으며, 텔레비전 방송판의 오프닝과 엔딩 테마를 포함한 총 38곡이 수록되어 있다.
두 번째 사운드트랙은 2007년 1월 12일에 발매되었고, 추가로 30곡이 담겨 있다.
세 번째 사운드트랙인 《채운국 이야기 세컨드 시리즈 오리지널 사운드트랙》 (彩雲国物語セカンドシリーズ オリジナルサウンドトラック)은 2007년 12월 7일에 발매되었으며, 제2기에서 사용된 23곡이 수록되어 있다.
또한, 두 편의 엔딩 테마곡은 각각 2006년 8월 30일과 2007년 6월 6일에 CD 싱글로 발매되었다.
2008년 3월 7일에는 추가로 《Song of Memory》라는 CD 사운드트랙이 발매되었으며, 다양한 캐릭터 이미지 송을 포함한 총 10곡이 수록되었다.

### 드라마 CD
『채운국 이야기』를 바탕으로 한 드라마 CD 시리즈는 총 세 가지가 제작되었다.
첫 번째 시리즈인 《채운국 이야기 드라마 번외(彩雲国物語 ドラマ)》는 세 권으로 구성되어 있으며, 애니메이션 1기를 다루고 있다. 제1권은 2006년 9월 8일에 발매되었고, 제2권과 제3권은 각각 2006년 11월 10일, 2007년 3월 9일에 발매되었다.
두 번째 시리즈인 《채운국 이야기 애니메이션 드라마 제2권(アニメ「彩雲国物語」ドラマCD 第二巻)》 역시 세 장의 CD로 이루어져 있으며, 2006년 8월 25일부터 2007년 12월 21일 사이에 발매되었다.
세 번째이자 마지막 시리즈인 《채운국 이야기 세컨드 시리즈 드라마 번외편(彩雲国物語セカンドシリーズ ドラマ 番外編)》은 애니메이션 2기의 이야기를 다루고 있다. 제1권은 2007년 9월 7일, 제2권은 같은 해 11월 9일, 제3권은 2008년 2월 2일에 발매되었다.

### 라디오 프로그램
이 시리즈를 위한 웹 기반 라디오 프로그램이 일본에서 방송되었다. 세키 토모카즈와 미도리카와 히카루가 진행을 맡았으며, 프로그램에는 짧은 미니 스토리와 특별 게스트들의 시리즈 관련 토론이 포함되었다. 이 프로그램은 일본 Geneon Entertainment에서 두 장의 CD로 발매되었다. 첫 번째 CD는 2007년 5월 25일에 발매되었으며, 초기 7회의 방송과 보너스 트랙이 수록되었다. 두 번째 CD는 나머지 6회의 방송과 보너스 캐릭터 송이 수록되어 2007년 10월 24일 발매되었다.
2007년 8월 28일, 《채운국 이야기》의 화보집이 일본에서 발매되었다. 《채운국 이야기 그림 두루마리》 (彩雲国物語 絵巻, Saiunkoku Monogatari Emaki)에는 일러스트레이터 유라 카이리의 삽화, 애니메이션 1기 에피소드 요약, 그리고 작가 유키노 사이의 보너스 단편 소설이 포함되어 있다. 두 번째 화보집 《채운국 이야기 그림 두루마리 2》 (彩雲国物語 絵巻, Saiunkoku Monogatari Emaki 2)는 2008년 6월 10일 발매되었으며, 시리즈의 추가 삽화와 애니메이션 2기 에피소드 요약, 그리고 또 다른 보너스 단편 소설이 수록되어 있다.

## 같이 보기
- NHK의 애니메이션 작품 목록